# SidusHQ
SidusHQ hay iHQ (Hangul: 싸이더스HQ; Romaja quốc ngữ: SsaideoseuHQ) là một trong những công ty quản lý nghệ sĩ hàng đầu tại Hàn Quốc, được thành lập tháng 1 năm 2001.
Được biết đến là Tổ chức đầy quyền lực của ngành công nghiệp giải trí châu Á, công ty tham gia vào hoạt động quản lý nghệ sĩ và sản xuất phim truyền hình/âm nhạc.

## Nghệ sĩ hiện tại

### Diễn viên
- Ah Young (2017–nay)
- Baek Sung-hyun
- Cha Hyun-jung
- Chae Rim
- Cho Hyoung-ki
- Choi Ah-ra
- Daniel Dae Kim (2014–nay)
- Go Eun-mi
- Hak Jin
- Han Ga-rim (2018-nay)
- Heo Ji-won
- Hwang Ha-na
- Im Hyung-joon
- Jang Hyuk
- Jang Kyoung-up
- Ji Eun-sung
- Jung Joo-yeon
- Jung Kyung-ho
- Kim Bo-ra
- Kim Da-ye
- Kim Hye-yoon (2016- này)
- Kim Ha-neul (2018–nay)[2]
- Kim Ji-young (2014–nay)
- Kim Su-jung
- Kim Young-jae
- Lee Chae-young (2018–nay)
- Lee Mi-sook
- Lee Seung-ha
- Lee Young-suk
- Nam Gyu-ri (2014–nay)
- Oh Kwang-rok
- Oh Ji-eun
- Park Eun-ji
- Park Gun-tae
- Park Sun-ho
- Park Yoo-Jin (2015–nay)
- Son Jun-ho (2015–nay)[3]
- Sunwoo Sun
- Um Ki-joon (2006-nay)
- Yeon Ji-ho
- Park Solomon

#### Ban nhạc
- g.o.d (1999–2003, 2014–nay)
- 2EYES[4]

#### Nghệ sĩ solo
- Joon Park (g.o.d)[5]
- Hyun Jin-young
- Seul Ong (2AM)
- Seo Hyerin (EXID)

### Variety
- Kim Shin-young
- Kim Sook
- Lee Bong-won
- Park Mi-sun
- Park So-hyun

## Thực tập sinh hiện tại

### Sidus HQ Boys
| Nghệ danh | Nghệ danh | Tên thật      | Tên thật    | Ngày sinh         | Vai trò                        | Nơi sinh |
| Latin hóa | Hangul    | Latin hóa     | HangulHanzi | Ngày sinh         | Vai trò                        | Nơi sinh |
| --------- | --------- | ------------- | ----------- | ----------------- | ------------------------------ | -------- |
| Jaehwan   | 비비      | Kim Jae-hwan  | 하수영      | 26 tháng 12, 1991 | Trưởng nhóm, Hát phụ, Rap phụ  | Hàn Quốc |
| Zengyi    | 이브      | Wang Zeng Yi  | 하수영      | 2 tháng 5, 1996   | Hát chính, Visual              | Đài Loan |
| Suheon    | 김립      | Oh Soo-heon   | 김정은      | 6 tháng 4, 1998   | Hát phụ                        | Hàn Quốc |
| Jihoon    | 희진      | Sung Ji-hoon  | 전희진      | 10 tháng 12, 1999 | Rap chính, Nhảy chính          | Hàn Quốc |
| Sehun     | 현진      | Kang Se-heon  | 김현진      | 2 tháng 1, 2000   | Hát dẫn                        | Hàn Quốc |
| Nobin     | 고원      | Baek No-bin   | 박채원      | 1 tháng 8, 2000   | Hát phụ, Makane                | Hàn Quốc |
| Cũ        |           |               |             |                   |                                |          |
| Hongseok  | 진솔      | Lee Hong-seok | 정진솔      | 23 tháng 8, 1996  | Hát chính, Nhảy dẫn            | Hàn Quốc |
| Minho     | 하슬      | Gyu Min-ho    | 조하슬      | 7 tháng 12, 1997  | Hát phụ, Gương mặt đại diện    | Hàn Quốc |
| Junpyo    | 츄        | Bae Jun-pyo   | 김지우      | 11 tháng 6, 1999  | Rap chính, Nhảy chính, Hát phụ | Hàn Quốc |

### Sidus HQ Girl
| Nghệ danh | Nghệ danh  | Tên thật                  | Tên thật    | Ngày sinh        | Nơi sinh   | Màu đại diện  | Nhóm nhỏ | Vai trò                          |
| Latin hóa | Hangul     | Latin hóa                 | HangulHanzi | Ngày sinh        | Nơi sinh   | Màu đại diện  | Nhóm nhỏ | Vai trò                          |
| --------- | ---------- | ------------------------- | ----------- | ---------------- | ---------- | ------------- | -------- | -------------------------------- |
| Xuanyi    | 연진       | Chen Xuan Yi              | 신유진      | 4 tháng 10, 1996 | Hồng Kông  | Hồng phấn     | LONA 1/3 | Trưởng nhóm, Hát chính, Nhảy đãn |
| Choozy    | 이브       | Wang Chu Zy               | 하수영      | 4 tháng 12, 1997 | Đài Loan   | Đỏ rượu vang  | LONA 1/3 | Hát phụ                          |
| Celine    | 진솔       | Cho Seung-yeon            | 정진솔      | 26 tháng 3, 1998 | Hàn Quốc   | Xanh navy Đen | LONA 3/3 | Hát dẫn, Nhảy dẫn                |
| Juna      | 하슬       | Song Sol-hyun             | 조하슬      | 18 tháng 6, 1998 | Hàn Quốc   | Xanh lục      | ODD EYE  | Rap chính, Nhảy phụ              |
| MeYi      | 김립       | Chou Mei Yi               | 김정은      | 13 tháng 8, 1998 | Trung Quốc | Đỏ            | ODD EYE  | Hát phụ                          |
| Korn      | 츄         | Vathurisi Puwanphunyarisi | 김지우      | 20 tháng 1, 1999 | Thái Lan   | Hồng da cam   | LONA 3/3 | Hát phụ                          |
| Hami      | 희진       | Sandra Hami Im            | 전희진      | 25 tháng 7, 1999 | Canada     | Hồng          | ODD EYE  | Nhảy chính, Rap dẫn              |
| Jiwon     | 현진       | Hwang Eun-won             | 김현진      | 6 tháng 12, 1999 | Hàn Quốc   | Vàng          | LONA 3/3 | Hát chính, Gương mặt đại diện    |
| Aeri      | 고원       | Aeri Yokoshima            | 박채원      | 7 tháng 12, 1999 | Nhật Bản   | Ngọc lam      | LONA 3/3 | Hát phụ                          |
| Yene      | 최리       | Shin Ye-eun               | 최예림      | 18 tháng 2, 2000 | Hàn Quốc   | Tím Trắng     | LONA 1/3 | Nhảy chính, Rap chính, Hát phụ   |
| Seulgi    | 올리비아혜 | Kim Seul-gi               | 손혜주      | 13 tháng 5, 2000 | Hàn Quốc   | Xám           | LONA 1/3 | Hát phụ, Nhảy dẫn                |
| Seolin    | 여진       | Kim Seo-lin               | 임여진      | 1 tháng 10, 2001 | Hàn Quốc   | Cam           | LONA 3/3 | Nhảy dẫn, Hát phụ, Em út         |

## Bgloden
| Nghệ danh | Nghệ danh  | Tên thật                 | Tên thật    | Ngày sinh         | Nơi sinh        |
| Latin hóa | Hangul     | Latin hóa                | HangulHanzi | Ngày sinh         | Nơi sinh        |
| --------- | ---------- | ------------------------ | ----------- | ----------------- | --------------- |
| Sungchan  | 이브       | Yoo Seung-chan           | 하수영      | 30 tháng 10, 1994 | Hàn Quốc        |
| Daehyun   | 진솔       | Nam Dae-hyun             | 정진솔      | 2 tháng 1, 1995   | Hàn Quốc        |
| Doojoon   | 하슬       | Kim Doo-joon             | 조하슬      | 24 tháng 7, 1995  | Hàn Quốc        |
| Daeil     | 츄         | Bang Dae-il              | 김지우      | 12 tháng 4, 1997  | Hàn Quốc        |
| Jingoo    | 희진       | Park Jin-goo             | 전희진      | 8 tháng 10, 1997  | Hàn Quốc        |
| Minghao   | 전희       | Huang Minghao            | 전희진      | 23 tháng 11, 1998 | Trung Quốc      |
| Jisung    | 현진       | Hong Ji-sung             | 김현진      | 6 tháng 4, 1999   | Hàn Quốc        |
| Yungi     | 고원       | Hwang Yoon-gi            | 박채원      | 1 tháng 6, 1999   | Hàn Quốc        |
| John      | 최리       | Go Tae-hyung             | 최예림      | 2 tháng 7, 1999   | Hàn Quốc        |
| Ningyuan  | 김립       | Ningyuan                 | 김정은      | 9 tháng 8, 2000   | Trung Quốc      |
| Sejun     | 올리비아혜 | Kim Yeong-se             | 손혜주      | 12 tháng 9, 2000  | Hàn Quốc        |
| Jackson   | 하수       | Huang Yikai              | 최리하      | 9 tháng 2, 2001   | Trung Quốc      |
| Chanwoo   | 최리       | Moon Chan-woo Kevin Moon | 하수영      | 28 tháng 11, 2001 | Hàn Quốc Hoa Kỳ |

### Cựu thực tập sinh
- Shin Kyu-hyun
- Kang So-ra
- Seo Mi-hyun
- Kim Ye-ni
- Hirai Seina

## Cựu nghệ sĩ
- 2EYES
  - Yeonjun (2013-2015)
- Cha Tae-hyun (????-2012)
- Choi Ji-woo (1994-2014)
- Danny Ahn (2003-2014)[6]
- Diana Starkova
- Gong Hyo-jin
- Han Eun-jung (????-2016)
- Han Go-eun (2006-2008)
- Han Ye-seul
- Hwang Jung-eum (2012-2013)
- Hyun Woo (2008-2015)
- Im Soo-jung (????-2011)
- Jay Park (2010–2016)
- Ji Jin-hee (1999-2009)
- Jo In-sung (????-2012)
- Jun Ji-hyun (1997-2010)
- Jung Woo-sung
- Jung Sun Yeon(2009-2014)
- Kim Yoo Jung (2010-2020)
- Kim Sa-rang (????-2014)
- Kim Shin-young
- Kim So-hyun (2010-2017)
- Kim Sook
- Kim Su-ro (????-2012)
- Kim Sun-a
- Kim Sung-soo
- Lee Jong-hyuk
- Lee Sang-yeob (2007-2014)
- Lee Soo-hyuk (2010-2014)
- Lee Yu-bi (2012-2017)
- Lim Seulong (2015–2018)
- LUV (2002-2003)
  - Jo Eun-byul
  - Jeon Hye-bin
  - Oh Yeon-seo
- Moon Hee-joon (2007-2015)
- Oh Jae-moo
- Park Bo-gum (2011)[7]
- Park Hee-von (2013–2018)
- Park Mi-sun (????-2014)
- Park Min-young (2006-2010)
- Park Shin-yang
- Park So-hyun (2009-2015)
- Park Soo-jin
- Seo Min-ji (2008-2011)
- Seo Shin-ae (2004-2016)
- Shim Yi-young (-2014)
- Shin Min-ah
- Song Hye-kyo (2005-2006)
- Song Joong-ki (2008-2012)
- Sung Yu-ri (2005-2010)
- Yoon Kye-sang (?-2009)[8]
- Kim Woo Bin (2011-2019)
- Jo Bo-ah (2012-2021)